# Les Montils

Les Montils este o comună în departamentul Loir-et-Cher, Franța. În 1 ianuarie 2022 avea o populație de 1.925 de locuitori.